# Ильинский район (Ивановская область)
Ильи́нский райо́н — административно-территориальная единица (район) и муниципальное образование (муниципальный район) на западе Ивановской области России.
Административный центр — посёлок городского типа Ильинское-Хованское.

## Герб и флаг
Флаг района утверждён решением Ильинского районного Совета депутатов 24 июня 2009 года и внесён в Государственный геральдический регистр Российской Федерации с присвоением регистрационного номера 5571.
Флаг представляет собой синее прямоугольное полотнище с соотношением ширины к длине 2:3, на котором в верхней части — жёлтая церковь, в нижней части — белый всадник, скачущий на коне с поднятым вверх мечом.
Основными фигурами флага, разработанного на основе герба, являются: церковь в знак того, что в середине XII века на месте нынешнего Ильинского-Хованского, князем Ярославом Юрьевичем, одним из сыновей Юрия Долгорукого, была поставлена церковь Ильи Пророка, которая и дала первое имя посёлку и прилегающим землям. От подобных церквей своё название получили многие села и деревни района.
Всадник, скачущий на белом коне с поднятым вверх мечом, — это основной элемент Литовского герба, который является частью герба рода Гедиминовичей и происходящего из него рода князей Хованских. Владевший Ильинским во второй половине XVIII века П. В. Хованский много сделал для благоустройства села и прилегающих земель. С времён правления князя Хованского для отличия его вотчины от сотен других Ильинских, село и стало называться Ильинским-Хованским. Таким образом, флаг района является гласным и указывает на древность истории его поселений и связь с древними и знатными российскими родами.
Жёлтый цвет (золото) — символ величия, прочности, силы, великодушия, белый цвет (серебро) — символ чистоты, мудрости, благородства, мира, синий цвет (лазурь) — символ искренности, чести, добродетели.

## История
Ильинский район образован 10 июня 1929 года по постановлению Президиума ВЦИК «О составе округов и районов Ивановской промышленной области» в составе Ярославского округа Ивановской Промышленной области из Ильинской и частично Карашевской и Нажеровской волостей Ростовского уезда. В район вошли сельсоветы: Алексеевский, Лазарцево-Фоминский, Выползовский, Гарский, Ивашевский, Ильинский, Исаевский, Капцевский, Кулачевский, Лапневский, Петриловский, Рожновский, Сидоровский, Филюковский, Хлебницкий. В 1935 году к району присоединены сельсоветы Тейковского района: Аньковский, Зиновский, Коварчинский, Макарьинский, Пестерцевский, Поддубенский, Радинский и Савинский, из Гаврилово-Посадского района — Игрищенский сельсовет. В феврале 1937 года ликвидирован Поддубенский сельсовет. 7 марта 1946 года из района был выделен Аньковский район в составе сельсоветов: Аньковского, Зиновского, Ивашевского, Игрищенского, Капцевского, Коварчинского, Макарьинского, Нестерцевского, Савинского, Сидоровского, Радинского. 18 июня 1954 года в районе были ликвидированы Выползовский, Лазарцево-Фоминский сельсоветы, Петриловский, Рожновский, Филюковский сельсоветы объединены в Щенниковский. 8 апреля 1960 года к району были присоединены сельсоветы ликвидированного Аньковского района: Аньковский, Ивашевский, Игрищенский, Каблуковский, Коварчинский, Мало-Вязовицкий, Нажеровский, Радинский. 22 августа 1960 года упразднены Кулачевский и Лапневский сельсоветы. 1 февраля 1963 года Ильинский район ликвидирован, его территория вошла в Тейковский сельский район.
13 января 1965 года район образован вновь в составе территорий Алексеевского, Аньковского, Гарского, Ивашевского, Игрищенского, Ильинского, Исаевского, Коварчинского, Нажеровского, Радинского, Сенихинского, Хлебницкого, Щенниковского сельсоветов Тейковского сельского района. 12 августа 1974 года переименованы Радинский сельсовет в Вескинский, Сенихинский — в Каблуковский. В 1979 году упразднены Алексеевский и Вескинский сельсоветы, образован Кулачевский сельсовет, село Ильинское-Хованское отнесено к категории рабочих посёлков.
В 2005 году в рамках организации местного самоуправления был образован муниципальный район.

## Население
| 1939   | 1959    | 1970    | 1979    | 1989    | 2002    | 2009  | 2010  | 2011  |
| ------ | ------- | ------- | ------- | ------- | ------- | ----- | ----- | ----- |
| 41 160 | ↘13 757 | ↗18 645 | ↘14 881 | ↘13 880 | ↘11 103 | ↘9919 | ↘9703 | ↘9670 |
| 2012   | 2013    | 2014    | 2015    | 2016    | 2017    | 2018  | 2019  | 2020  |
| ↘9367  | ↘9133   | ↘9006   | ↘8821   | ↘8634   | ↘8460   | ↘8271 | ↘8075 | ↘7968 |
| 2021   |         |         |         |         |         |       |       |       |
| ↘7303  |         |         |         |         |         |       |       |       |

### Урбанизация
Городское население (пгт Ильинское-Хованское) составляет  42,34 % населения района.

### Национальный состав
По итогам переписи населения 2020 года проживали следующие национальности (национальности менее 0,1 % и другое, см. в сноске к строке «Другие»):
| Национальность | Численность, чел. | Доля     |
| -------------- | ----------------- | -------- |
| Русские        | 6610              | 90,51 %  |
| Таджики        | 279               | 3,82 %   |
| Армяне         | 53                | 0,73 %   |
| Украинцы       | 37                | 0,51 %   |
| Чеченцы        | 33                | 0,45 %   |
| Узбеки         | 28                | 0,38 %   |
| Табасараны     | 22                | 0,30 %   |
| Чуваши         | 15                | 0,21 %   |
| Татары         | 15                | 0,21 %   |
| Азербайджанцы  | 12                | 0,16 %   |
| Киргизы        | 12                | 0,16 %   |
| Аварцы         | 12                | 0,16 %   |
| Грузины        | 12                | 0,16 %   |
| Молдаване      | 11                | 0,15 %   |
| Ингуши         | 10                | 0,14 %   |
| Другие         | 142               | 1,95 %   |
| Итого          | 7303              | 100,00 % |

## Муниципально-территориальное устройство
В муниципальный район входят 5 муниципальных образований, в том числе 1 городское и 4 сельских поселения
| № | Муниципальное образование       | Административный центр  | Количество населённых пунктов | Население (чел.) | Площадь (км²) |
| - | ------------------------------- | ----------------------- | ----------------------------- | ---------------- | ------------- |
| 1 | Ильинское городское поселение   | пгт Ильинское-Хованское | 20                            | ↗3576            | 212,30        |
| 2 | Аньковское сельское поселение   | село Аньково            | 54                            | ↘1804            | 492,00        |
| 3 | Ивашевское сельское поселение   | село Ивашево            | 30                            | ↘844             | 301,00        |
| 4 | Исаевское сельское поселение    | село Исаевское          | 22                            | ↘526             | 115,00        |
| 5 | Щенниковское сельское поселение | деревня Щенниково       | 30                            | ↘553             | 279,70        |

## Населённые пункты
В Ильинском районе 157 населённых пунктов, в том числе 1 городской (пгт) и 156 сельских.
| №   | Населённый пункт          | Тип              | Население | Муниципальное образование       |
| --- | ------------------------- | ---------------- | --------- | ------------------------------- |
| 1   | Ильинское-Хованское       | пгт              | ↗3092     | Ильинское городское поселение   |
| 2   | Абрамово                  | деревня          | 6         | Щенниковское сельское поселение |
| 3   | Аверкиево                 | деревня          | ↘0        | Аньковское сельское поселение   |
| 4   | Авксеньково               | деревня          | ↘0        | Аньковское сельское поселение   |
| 5   | Алексеевское              | село             | ↘28       | Ильинское городское поселение   |
| 6   | Антушково                 | село             | ↘78       | Исаевское сельское поселение    |
| 7   | Аньково                   | село             | ↘1345     | Аньковское сельское поселение   |
| 8   | Арсеново                  | деревня          | 2         | Щенниковское сельское поселение |
| 9   | Астафьево                 | деревня          | 39        | Ивашевское сельское поселение   |
| 10  | Афанасовка                | деревня          | ↘0        | Аньковское сельское поселение   |
| 11  | Бабанино                  | деревня          | 0         | Исаевское сельское поселение    |
| 12  | Билюково                  | деревня          | ↘3        | Аньковское сельское поселение   |
| 13  | Болгачиново               | деревня          | 6         | Аньковское сельское поселение   |
| 14  | Бордовое                  | деревня          | 38        | Щенниковское сельское поселение |
| 15  | Бортниково                | деревня          | 0         | Ивашевское сельское поселение   |
| 16  | Брюшково                  | деревня          | 3         | Исаевское сельское поселение    |
| 17  | Бурдаки                   | деревня          | ↘0        | Аньковское сельское поселение   |
| 18  | Бутырево                  | деревня          | 2         | Исаевское сельское поселение    |
| 19  | Варварино                 | деревня          | 0         | Ивашевское сельское поселение   |
| 20  | Васюково                  | деревня          | 3         | Щенниковское сельское поселение |
| 21  | Веригино                  | деревня          | 3         | Ильинское городское поселение   |
| 22  | Веска                     | село             | ↘80       | Аньковское сельское поселение   |
| 23  | Воронцово                 | деревня          | ↘24       | Аньковское сельское поселение   |
| 24  | Воскресенское             | село             | ↘8        | Аньковское сельское поселение   |
| 25  | Вотола                    | деревня          | ↘0        | Аньковское сельское поселение   |
| 26  | Выползово                 | деревня          | 6         | Ивашевское сельское поселение   |
| 27  | Вязовицы Малые            | деревня          | ↘12       | Аньковское сельское поселение   |
| 28  | Вязовое                   | деревня          | 19        | Щенниковское сельское поселение |
| 29  | Гари                      | село             | ↘381      | Ильинское городское поселение   |
| 30  | Головищи                  | деревня          | ↘5        | Ивашевское сельское поселение   |
| 31  | Гора                      | деревня          | ↘3        | Аньковское сельское поселение   |
| 32  | Горбово                   | деревня          | 14        | Исаевское сельское поселение    |
| 33  | Горяшино                  | деревня          | 7         | Щенниковское сельское поселение |
| 34  | Данильцево                | деревня          | ↘18       | Аньковское сельское поселение   |
| 35  | Демнево                   | деревня          | 1         | Щенниковское сельское поселение |
| 36  | Денисово Большое          | деревня          | 4         | Ивашевское сельское поселение   |
| 37  | Денисово Малое            | деревня          | 8         | Ивашевское сельское поселение   |
| 38  | Деревеньки                | деревня          | 2         | Ильинское городское поселение   |
| 39  | Дягилево                  | деревня          | ↘0        | Аньковское сельское поселение   |
| 40  | Еремеево                  | деревня          | ↘0        | Аньковское сельское поселение   |
| 41  | Зады                      | деревня          | 1         | Исаевское сельское поселение    |
| 42  | Зайково                   | деревня          | 31        | Ивашевское сельское поселение   |
| 43  | Зарубино                  | деревня          | ↘10       | Аньковское сельское поселение   |
| 44  | Иванчищево                | деревня          | 0         | Исаевское сельское поселение    |
| 45  | Ивашево                   | село             | ↗534      | Ивашевское сельское поселение   |
| 46  | Игрищи                    | село             | ↘221      | Аньковское сельское поселение   |
| 47  | Инархово                  | деревня          | 5         | Щенниковское сельское поселение |
| 48  | Исаевское                 | село             | ↗393      | Исаевское сельское поселение    |
| 49  | Каблуково                 | деревня          | ↘46       | Аньковское сельское поселение   |
| 50  | Капцево                   | село             | ↘15       | Ивашевское сельское поселение   |
| 51  | Коварчино                 | село             | ↗220      | Аньковское сельское поселение   |
| 52  | Колокуново                | деревня          | 7         | Исаевское сельское поселение    |
| 53  | Колчигино                 | деревня          | 36        | Ильинское городское поселение   |
| 54  | Колягино                  | село             | ↘18       | Щенниковское сельское поселение |
| 55  | Константиново             | деревня          | ↘75       | Аньковское сельское поселение   |
| 56  | Костянкино                | деревня          | ↘0        | Аньковское сельское поселение   |
| 57  | Косяково                  | деревня          | 4         | Щенниковское сельское поселение |
| 58  | Кочки Большие             | деревня          | ↘0        | Аньковское сельское поселение   |
| 59  | Кочки Малые               | деревня          | ↘0        | Аньковское сельское поселение   |
| 60  | Кощеево                   | деревня          | 0         | Ивашевское сельское поселение   |
| 61  | Крестопоклонная           | деревня          | 0         | Исаевское сельское поселение    |
| 62  | Крутцы                    | деревня          | 10        | Щенниковское сельское поселение |
| 63  | Ксты                      | деревня          | ↘34       | Аньковское сельское поселение   |
| 64  | Кузяево                   | деревня          | 15        | Ивашевское сельское поселение   |
| 65  | Кулачево                  | село             | ↘211      | Исаевское сельское поселение    |
| 66  | Куменово                  | деревня          | 9         | Щенниковское сельское поселение |
| 67  | Кутнево                   | деревня          | 3         | Щенниковское сельское поселение |
| 68  | Лазарцево                 | деревня          | 4         | Щенниковское сельское поселение |
| 69  | Лазарцево-Фомино          | село             | ↘1        | Исаевское сельское поселение    |
| 70  | Липкино                   | деревня          | ↘7        | Аньковское сельское поселение   |
| 71  | Литвиново                 | деревня          | ↘4        | Аньковское сельское поселение   |
| 72  | Логинково                 | деревня          | 2         | Щенниковское сельское поселение |
| 73  | Лысцево                   | деревня          | 4         | Ивашевское сельское поселение   |
| 74  | Макарьино                 | деревня          | ↘38       | Аньковское сельское поселение   |
| 75  | Малиново                  | деревня          | 11        | Щенниковское сельское поселение |
| 76  | Марино                    | деревня          | 19        | Ивашевское сельское поселение   |
| 77  | Мартьяново                | деревня          | 6         | Щенниковское сельское поселение |
| 78  | Мартюково                 | деревня          | 37        | Ивашевское сельское поселение   |
| 79  | Марьино                   | деревня          | ↘4        | Аньковское сельское поселение   |
| 80  | Маурино                   | деревня          | 5         | Ильинское городское поселение   |
| 81  | Минчаково                 | деревня          | 15        | Исаевское сельское поселение    |
| 82  | Молочково                 | деревня          | ↘0        | Аньковское сельское поселение   |
| 83  | Нажерово                  | село             | ↗203      | Ивашевское сельское поселение   |
| 84  | Назорное                  | село             | ↘44       | Ильинское городское поселение   |
| 85  | Никитинка                 | деревня          | ↘9        | Аньковское сельское поселение   |
| 86  | Никитино                  | деревня          | ↘1        | Аньковское сельское поселение   |
| 87  | Никитинское               | деревня          | 3         | Ильинское городское поселение   |
| 88  | Никольское                | село             | ↘33       | Ильинское городское поселение   |
| 89  | Никулкино                 | деревня          | 11        | Исаевское сельское поселение    |
| 90  | Новоселка                 | деревня          | ↘208      | Аньковское сельское поселение   |
| 91  | Овсяниково                | деревня          | ↘5        | Ивашевское сельское поселение   |
| 92  | Оленино                   | деревня          | 119       | Ивашевское сельское поселение   |
| 93  | Осветино                  | деревня          | 30        | Ивашевское сельское поселение   |
| 94  | Осипово                   | деревня          | ↘18       | Исаевское сельское поселение    |
| 95  | Пенья                     | деревня          | 0         | Ильинское городское поселение   |
| 96  | Перлевка                  | деревня          | ↘20       | Аньковское сельское поселение   |
| 97  | Петрово                   | деревня          | 8         | Ивашевское сельское поселение   |
| 98  | Плакидино                 | деревня          | 0         | Исаевское сельское поселение    |
| 99  | Погост Дмитрия Солунского | населённый пункт | ↘0        | Щенниковское сельское поселение |
| 100 | Погост Крест              | село             | ↘16       | Исаевское сельское поселение    |
| 101 | Полежайка                 | деревня          | 0         | Исаевское сельское поселение    |
| 102 | Полуево                   | деревня          | 2         | Щенниковское сельское поселение |
| 103 | Полянки                   | деревня          | 17        | Ильинское городское поселение   |
| 104 | Поповка                   | деревня          | 0         | Исаевское сельское поселение    |
| 105 | Почепалово                | деревня          | 23        | Щенниковское сельское поселение |
| 106 | Пустобоярка               | деревня          | 4         | Щенниковское сельское поселение |
| 107 | Пустошь                   | деревня          | ↘4        | Аньковское сельское поселение   |
| 108 | Пушенино                  | деревня          | ↘2        | Аньковское сельское поселение   |
| 109 | Радино                    | деревня          | ↘12       | Аньковское сельское поселение   |
| 110 | Ракшино                   | деревня          | 20        | Ивашевское сельское поселение   |
| 111 | Ратчино                   | деревня          | 8         | Ивашевское сельское поселение   |
| 112 | Редриково                 | деревня          | 0         | Ильинское городское поселение   |
| 113 | Редцыно                   | деревня          | ↘9        | Аньковское сельское поселение   |
| 114 | Ретивцево                 | деревня          | ↘9        | Аньковское сельское поселение   |
| 115 | Рожново                   | деревня          | 26        | Щенниковское сельское поселение |
| 116 | Рышнево                   | деревня          | 3         | Ивашевское сельское поселение   |
| 117 | Савино                    | деревня          | ↘0        | Аньковское сельское поселение   |
| 118 | Савино Малое              | деревня          | ↘4        | Аньковское сельское поселение   |
| 119 | Сатырево                  | деревня          | ↘28       | Аньковское сельское поселение   |
| 120 | Сверчково                 | деревня          | ↘35       | Аньковское сельское поселение   |
| 121 | Семеновское               | деревня          | ↘4        | Аньковское сельское поселение   |
| 122 | Сениха                    | деревня          | ↘94       | Аньковское сельское поселение   |
| 123 | Сидорово                  | село             | ↘18       | Ивашевское сельское поселение   |
| 124 | Скоково                   | деревня          | 23        | Ивашевское сельское поселение   |
| 125 | Софроново                 | деревня          | ↘1        | Аньковское сельское поселение   |
| 126 | Спас-Городец              | село             | ↘23       | Исаевское сельское поселение    |
| 127 | Спас-Нерль                | деревня          | 10        | Щенниковское сельское поселение |
| 128 | Спирки                    | деревня          | 35        | Ильинское городское поселение   |
| 129 | Старина                   | деревня          | ↘0        | Аньковское сельское поселение   |
| 130 | Стонятино                 | деревня          | 4         | Ильинское городское поселение   |
| 131 | Счастливка                | деревня          | 64        | Ивашевское сельское поселение   |
| 132 | Теляково                  | деревня          | →9        | Аньковское сельское поселение   |
| 133 | Тимофеевка                | деревня          | 0         | Ивашевское сельское поселение   |
| 134 | Торлыга                   | деревня          | 6         | Щенниковское сельское поселение |
| 135 | Ульяново                  | деревня          | ↘12       | Аньковское сельское поселение   |
| 136 | Фёдоровское               | деревня          | 1         | Ильинское городское поселение   |
| 137 | Федорцево                 | деревня          | ↘0        | Аньковское сельское поселение   |
| 138 | Федяково                  | деревня          | ↘4        | Ильинское городское поселение   |
| 139 | Филюково                  | деревня          | 8         | Щенниковское сельское поселение |
| 140 | Фрольцево                 | деревня          | 1         | Ильинское городское поселение   |
| 141 | Харилово                  | деревня          | ↘0        | Аньковское сельское поселение   |
| 142 | Харитонцево               | деревня          | 2         | Щенниковское сельское поселение |
| 143 | Хлебницы                  | деревня          | ↗191      | Щенниковское сельское поселение |
| 144 | Ценский                   | деревня          | 1         | Щенниковское сельское поселение |
| 145 | Чанниково                 | деревня          | 3         | Ивашевское сельское поселение   |
| 146 | Чебыково                  | деревня          | ↘1        | Аньковское сельское поселение   |
| 147 | Чистово                   | деревня          | 11        | Щенниковское сельское поселение |
| 148 | Чурилово Большое          | деревня          | 6         | Исаевское сельское поселение    |
| 149 | Шахлово                   | деревня          | ↘0        | Аньковское сельское поселение   |
| 150 | Ширяево                   | деревня          | 50        | Ильинское городское поселение   |
| 151 | Шумятино                  | деревня          | 8         | Ильинское городское поселение   |
| 152 | Щаднево                   | деревня          | ↘5        | Исаевское сельское поселение    |
| 153 | Щенниково                 | деревня          | ↗518      | Щенниковское сельское поселение |
| 154 | Яковлево                  | деревня          | 7         | Ивашевское сельское поселение   |
| 155 | Яковлевское               | деревня          | 12        | Ивашевское сельское поселение   |
| 156 | Яковцево                  | деревня          | ↘0        | Аньковское сельское поселение   |
| 157 | Якшино                    | деревня          | 13        | Ивашевское сельское поселение   |

Упразднённые населённые пункты:
- 1997 год — деревни Волосачево, Воронцово-Спасское, Санчарово, Петрилово, Санниково, Селищи, Бармино, Душилово, Черноводка, Якшино (Игрищинское сельское поселение), Сертино, Ченцы, Шишкино, Тормосово, Кривцово, Поддубново, Чекряниково, Ядреево, Короваево, Нестерцево, Трубкино, Чагино, Щуриха, Лапнево, Луговое, Никитинка (Щенниковское сельское поселение) и Петряйка; село Николо-Дор[26].

## Археология

Портреты мужчины и девушки фатьяновской культуры из Тимофеевского могильника. Реконструкция Г. В. Лебединской

В бывшем Ильинско-Хованском районе с 1959 по 1961 год исследовался Тимофеевский могильник ярославско-калининской группы фатьяновской культуры. По обряду погребения к Тимофеевскому могильнику ближе всего Милославский могильник.

## Люди, связанные с районом
- Данилов, Сергей Евлампиевич (1895, деревня Нечаевка —1944) — участник Великой Отечественной войны, генерал-майор
- Ежов, Николай Константинович (1912, деревня Сатырево — 1940) — участник советско-финской войны, Герой Советского Союза
- Кликин, Михаил Геннадьевич (р. 1973, деревня Лазарцево-Фомино) — российский писатель-фантаст
- Козлов, Виктор Дмитриевич (1916, деревня Демнево — 1995) — участник советско-финской войны, Герой Советского Союза
- Марчёнков, Анатолий Андреевич (19 августа 1910, деревня Горбово — 21 декабря 1982) — участник Великой Отечественной войны, Герой Советского Союза